# Anyaországi Unió
Az Anyaországi Unió vagy Hazafias Unió (Vaterländische Union, VU) egy liechtensteini párt, beállítottsága szerint liberális-konzervatív eszméket képvisel. A VU egyike a két nagy politikai pártnak Liechtensteinben, a nemzeti-konzervatív Haladás Polgári Párt mellett. Jelenleg nyolc tagja van a Landtagban. Elnöke Günther Fritz.

## Története
Gyökerei 1918-ra nyúlnak vissza, egészen a Keresztényszocialista Néppárt (Liechtensteiner Volkspartei) megalakulásáig, miután II. János liechtensteini herceg bevezette a választójogot az országban és onnantól kezdve a parlamenti képviselőket a nép delegálja. 1936-ban egyesült a Liechtensteini hazaszolgálattal (Liechtensteiner Heimatdienst) és megalakult az Anyaországi Unió. Alapítója Dr. Wilhelm Beck volt. A párt az alapvető politikai és társadalmi reformok motorja volt Liechtensteinben a 20. század elején, és munkáspártnak tekintette magát, amely a demokratikus jogok, a szociális biztonság, a társadalmi szolidaritás és az erős, differenciált gazdaság mellett állt.
1970–1974-ben, 1978–1993-ban és 1993–2001-ben a VU-nak abszolút többsége volt a Landtagban, a liechtensteini parlamentben. A 2005-ös választások után, amelyek történelmi alacsony szavazatszámot hoztak, a párt a 25 képviselői helyből 10-et szerzett meg, és az öttagú kormányban Klaus Tschütscher miniszterelnök-helyettes és Hugo Quaderer képviselte. A VU a 2009-es választások egyértelmű győztese lett, és abszolút többséggel rendelkezett a parlamentben, a 2009–2013-as törvényhozási időszakra 13 képviselői mandátumot kapott, és az új kormányfőt is ők adták az FBP-val közös koalíciós kormányban, Klaus Tschütscher személyében. A párt veszített a 2013-as választáson. Öt helyet kapott a parlamentben, majd nyolc képviselővel képviseltette magát. Az öttagú kormányban a Hazafias Unió továbbra is két taggal képviselteti magát.
Újonnan alakította meg ifjúsági részlegét, a Jugendunion der Vaterländischen Uniont. 16 és 32 év közötti fiatalok lehetnek a tagjai.
A párt mindig is szoros kapcsolatot ápolt a Liechtensteiner Vaterland napilappal.

### Elnökei
| Hivatali idő | Név            |
| ------------ | -------------- |
| 1936-1965    | Otto Schaedler |
| 1965-1974    | Franz Nägele   |
| 1974-1992    | Otto Hasler    |
| 1992-2001    | Oswald Kranz   |
| 2001-2005    | Heinz Frommelt |
| 2005-2011    | Adolf Heeb     |
| 2011-2015    | Jakob Büchel   |
| 2015-től     | Günther Fritz  |

## Fordítás
Ez a szócikk részben vagy egészben  a   Vaterländische Union című német Wikipédia-szócikk fordításán alapul.  Az eredeti cikk szerkesztőit annak laptörténete sorolja fel. Ez a jelzés csupán a megfogalmazás eredetét és a szerzői jogokat jelzi, nem szolgál a cikkben szereplő információk forrásmegjelöléseként.